# Вахан

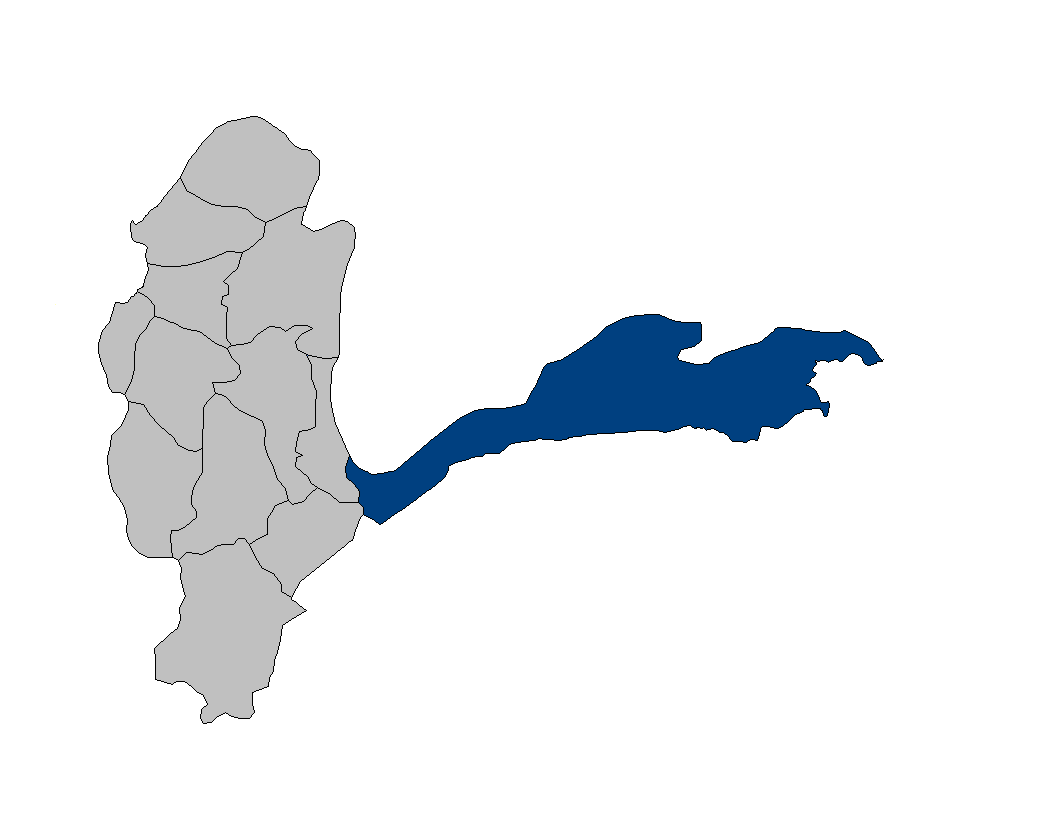

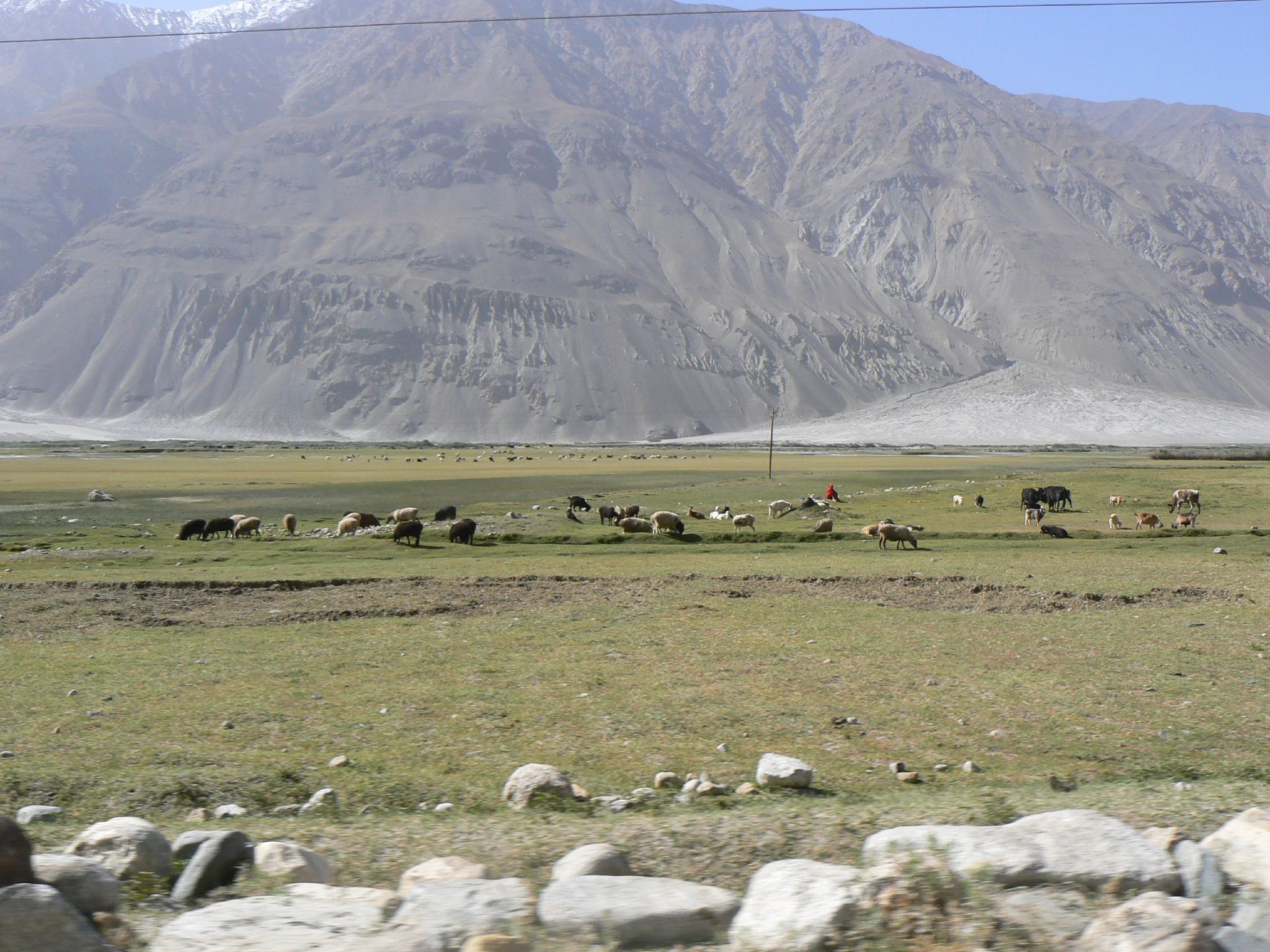
Ваханський коридор

Вахан (пушту واخان, тадж. Вахон) — гірський і важкодоступний район Афганістану між Паміром і Каракорумом.

## Географія
Вахан знаходиться у північно-східній частині Афганістану. Розташовано у верхів'ях Аму-Дар'ї і є одним із давніх коридорів для мандрівників з Таримського басейну в Бадахшан.
Історично Вахан включав всю долину річки Памір і верхів'я річки Пяндж. У 1895, річки стали кордоном між Російською імперією і Афганістаном, наразі назва головним чином використовується для позначення афганського району.
Єдиний шлях у Вахані прямує з Ішкашиму до Вахджирського перевалу.
Вахан є рідконаселеним. Сьогодні у Вахані налічується близько 40 кишлаків, в яких мешкає приблизно 7000 ваханців і киргизів. Більшість його мешканців говорять ваханською мовою (x̌ik zik), і є ваханцями. Киргизи-номади мешкають на високогір'ях.

### Ваханський коридор
Вахан межує з до Ташкурган-Таджицьким автономним повітом, Китаю через довгу, вузьку смугу — Ваханський коридор, який відокремлює Горно-Бадахшанську автономну область Таджикистану від Північно-Західної прикордонної провінції та Північної провінції Пакистану.
Річка Памір, витікає з озера Зоркуль, утворює північну межу коридору. Річка Вахан проходить через коридор східніше Кала-і-Пяндж, зливається з річкою Памір і утворює річку Пяндж.
З півдня коридор обмеженого високими горами Гіндукуш, через які є перевали Барогіль, перевал Іршад і мало вживаний Дислісангський перевал до Пакистану.

## Історія
Історично Вахан був важливим регіоном тисячі років, пов'язуючи Західну та Східну частини Центральної Азії. До приходу ісламу в регіон був спірною територією між Тибетом і Китаєм.
Західний Вахан (休密Xiumi) було завойовано на початку 1-го століття від Р. Х. Куджула Кадфизом, першим «Великим Кушаном» і був одним з п'яти ксихоу (xihou) або князівств, які сформували ядро майбутнього Кушанського царства.
Сьогоденні кордони Вахану були встановлені в 1895, договором між Росією та Великою Британією, який підсумовував результати боротьби за контроль над Центральною Азією, яка тривала протягом майже цілого століття. Згідно з ним Велика Британія та Росії домовилися використовувати Афганістан як буферну зону, а Вахан гарантував те, що кордони Російської імперії, ніколи не доторкнуться кордону Британської Індії.
У 1949, коли Мао Цзедун завершив об'єднання комуністичного Китаю, кордони були остаточно закриті, блокував 2000-річний караванний маршрут. Після вторгнення Радянського Союзу до Афганістану у грудні 1979, Радянська Армія зайняла Вахан і остаточно перекрила рух караванною дорогою в коридорі.